# Anson (hrabstwo Somerset)
Anson – jednostka osadnicza w Stanach Zjednoczonych, w stanie Maine, w hrabstwie Somerset.